# جی‌جی ۳۰۲۱
جی‌جی ۳۰۲۱ یک ستاره است که در صورت فلکی آبمار قرار دارد.